# Boson Ier (évêque d'Aoste)
Pour les articles homonymes, voir Boson (homonymie) et Boson Ier.
Boson dit Boson de la Porte Saint-Ours, mort un 25/26 novembre 1113/1114, est un ecclésiastique valdôtain, évêque d'Aoste (vers 1097-1114), sous le nom Boson Ier d'Aoste.

## Biographie
L'historiographie valdôtaine traditionnelle présente l'évêque Boson comme appartenant à une famille féodale originaire d'Aoste, dite de la « Porte Saint-Ours », frère d'Heliassin ou Elician (I) cité en 1145 et le premier des cinq évêques issus de cette famille. Cependant l'état des sources ne permet pas d'être certain quant à ses origines, de même la durée de son épiscopat ne peut être fixée avec précision.
Entre 1097 et 1103 « Boso Augustensis espiscopus » est le premier signataire de la donation faite par Humbert II de Savoie à l'Abbaye d'Aulps On sait qu'en 1099 Boson évêque d'Aoste intervient lors d'une convention signé entre les chanoines de Genève et les moines de l'abbaye de Saint-Victor de la même cité. Entre 1091 et 1103 Boson participe à la consécration de l'église de Bellevaux près d'Aix-les-Bains. Ce lieu de culte a été construit à la suite d'une donation faite par un certain Nantelme. Plusieurs autres personnages sont présents, deux autres évêques, son homonyme Boson archevêque de Tarentaise (cité en 1096-1099) et Conon Ier évêque de Maurienne (cité vers 1081 après 1112). le comte Humbert II de Savoie et Guy de Faucigny, évêque de Genève sont également cités. En 1113 Boson donne l'église de Saint-Nicolas aux chanoines de la Prévôté de Saint-Gilles de Verrès. Selon une mention qui précise « Boso bone memorie Auguste. episcopus » Boson est décédé avant juin 1115. Les nécrologes de l'Abbaye de Talloires et du Diocèse de Sion du XIe siècle relèvent sa mort le premier le 25 et le second le 26 novembre d'une année qui doit donc être 1113 ou 1114,.

## Sources
- (it) Aimé-Pierre Frutaz Fonti per la storia de la Valle d'Aosta « Cronotassi dei vescovi », Ed. di Storia e Letteratura, Rome, 1966. Réédition 1997  (ISBN 8886523335).
- (it) Fedele Savio Gli antichi vescovi d'Italia dalle origini al 1300 descretti per regioni Fratelli Bocca Editore  1898.